# Pequeña Martinica
Pequeña Martinica (en francés: 'Petite Martinique'; en inglés: 'Little Martinique') es una isla ubicada en el Caribe Oriental que forma parte del archipiélago de las Granadinas y que administrativamente es parte de Granada.
Es una isla de origen volcánico con un diámetro de 1,8 km y una superficie estimada en 2,4 km² (586 acres); su punto más alto es el Pico Piton que se eleva hasta los 230 m, su número de habitantes está calculado en unas 900 personas con una densidad de 375 hab/km², que viven principalmente de actividades como la pesca y la reparación de embarcaciones.